# Juana de Ferrette
Juana de Ferrette (en francés: Jeanne de Ferrette; en alemán: Johanna von Pfirt; Basilea, c. 1300-Viena, 15 de noviembre de 1351) fue condesa de Ferrette en derecho propio desde 1324, y duquesa consorte de Austria como la esposa de Alberto II de Austria desde 1330 hasta su muerte.

## Biografía

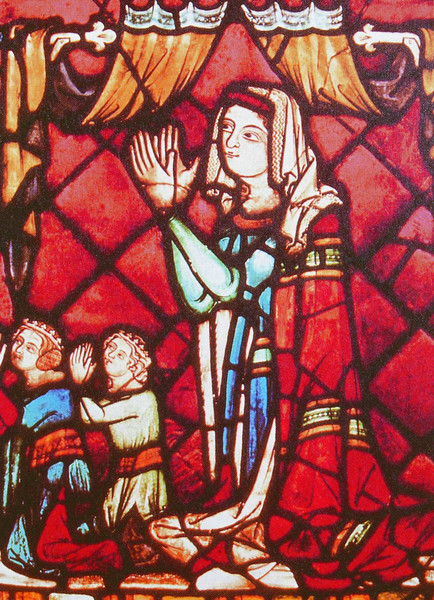
Juana en un vitral medieval en Suiza.

Nacida en Basilea, Juana era la hija mayor del conde Ulrico III de Ferrette (1281-1324), un descendiente de Teodorico I de Montbéliard de la Casa de Scarponnois, y de su esposa Juana de Borgoña (1284-1349).

### Herencia
Cuando Reginaldo de Borgoña, el último conde de Montbéliard de la dinastía Chalon-Arlay, falleció en 1321, su hija Juana de Borgoña (madre de Juana de Ferrette), heredó sus dominios. Juana y Ulrico III tuvieron cuatro hijas pero ningún hijo varón. Cuando Ulrico falleció en marzo de 1324, dejó vastas propiedades en Sundgau, en el sur de la cordillera de los Vosgos con la estratégicamente importante brecha de Belfort, y al norte del macizo del Jura. Su legado eran sus dos hijas, Juana y su hermana menor, Úrsula (1315-1367).
El duque Leopoldo I de Austria era el cabecilla de la Casa de Habsburgo desde la muerte de su padre, el rey Alberto I, en 1308. Se dedicó a la administración de los territorios de Austria Anterior en Suabia, mientras que su hermano Federico luchaba contra el rey Luis IV de Baviera. Cuando Leopoldo se enteró de que la hija del fallecido conde de Ferrette, Juana, seguía soltera, envió a su hermano menor, Alberto, a pedirle a Juana de Borgoña la mano de su hija. Con las tierras de Ferrette en su poder, Juana era una candidata atractiva. Ella le cedió sus dominios (incluida la ciudad de Belfort) a los Habsburgo, por el cual la dinastía pudo añadir un vasto territorio contiguo en Alsacia del sur a sus posesiones en Suabia. El tratado entre Juana de Borgoña y Leopoldo I fue firmado en Thann.
La madre de Juana se casaría en segundas nupcias con Rodolfo Hesso I de Baden-Baden, y tuvo dos hijas más: Margarita y Adelaida.

### Matrimonio
Juana se casó con Alberto II en Viena el 26 de marzo de 1324. Al principio el matrimonio fue infeliz. Se consideraba que Juana era mayor para tener hijos; los hijos que nacieron en los primeros años del matrimonio no sobrevivieron a la infancia (todos fueron enterrados en la catedral de San Esteban, en Viena). En total, Alberto y Juana tuvieron cinco hijos de breve vida durante su matrimonio.
Alberto sucedió a su hermano, Federico, como duque de Austria y Estiria en 1330. Sin embargo, al mismo tiempo, enfermó de poliartritis, quedando paralítico de las piernas, lo cual pareció impedir la engendración de hijos. El duque peregrinó a Colonia y Aquisgrán buscando ayuda divina en 1337. Dos años más tarde, cuando Juana se acercaba a los 40 años de edad, dio a luz a un hijo varón y continuó teniendo hijos.
En total, Alberto y Juana tuvieron seis hijos que llegaron a edad adulta:
1. Rodolfo IV (Viena, 1 de noviembre de 1339-Milán, 27 de julio de 1365): desposó a Catalina de Bohemia pero su línea se extinguió por falta de hijos.
2. Catalina (Viena, 1342-ib., 10 de enero de 1381): abadesa de Santa Clara en Viena.
3. Margarita (Viena, 1346-Brno, 14 de enero de 1366), casada con:
  1. Meinhard III Tirol, en Passau, el 4 de septiembre de 1359.
  2. Juan Enrique de Moravia, en Viena, en 1364.
4. Federico III (Viena, 1347- ib., 1362), murió soltero.
5. Alberto III (Viena, 9 de septiembre de 1349-Laxenburg, 29 de agosto de 1395): tuvo descendencia.
6. Leopoldo III (Viena, 1 de noviembre de 1351-Sempach, 9 de julio de 1386): tuvo descendencia.

Juana fue descrita como sensata y prudente. Se dice que era inteligente y tenía talento para la política. En 1336, Juana actuó como mediadora entre la Casa de Habsburgo y la creciente Casa de Luxemburgo en su conflicto sobre el patrimonio del fallecido duque Enrique de Carintia. Los Habsburgo luego obtendrían tierras hasta la costa del mar Adriático, que anteriormente estaban en posesión del patriarcado de Aquileia. A través de Juana, Alberto y los Habsburgo obtuvieron más tierras. Aunque reinaba la paz, podía estallar una guerra si esta prometía beneficios para los Habsburgo, que se estaban convirtiendo en una de las familias reales más poderosas de Europa. Después de que Alberto hubiera adquirido el ducado de Carintia junto con la marca de Carniola y la marca víndica, ya no necesitó más aliados.
Juana tuvo hijos hasta una edad inusual para la época. Cuando tenía 51 años dio a luz a su último hijo, Leopoldo, y falleció pronto después del parto. Fue enterrada en la cartuja de Gaming junto con su marido y su nuera, Isabel de Bohemia.